# Petewilliamsite
La petewilliamsite è un minerale.